# Präsidentschaftswahl in Russland 2000
Die Präsidentschaftswahl in Russland 2000 fand am 26. März 2000 statt. 
Elf Kandidaten stellten sich zur Wahl; als Favorit unter ihnen galt Wladimir Putin. Putin erhielt bereits im ersten Wahlgang 52,94 % der Stimmen; damit war kein zweiter Wahlgang erforderlich. Beobachter kritisierten insbesondere unfaire Zugangschancen der Kandidaten (außer Putin) zu nationalen Medien. 

## Zur Vorgeschichte

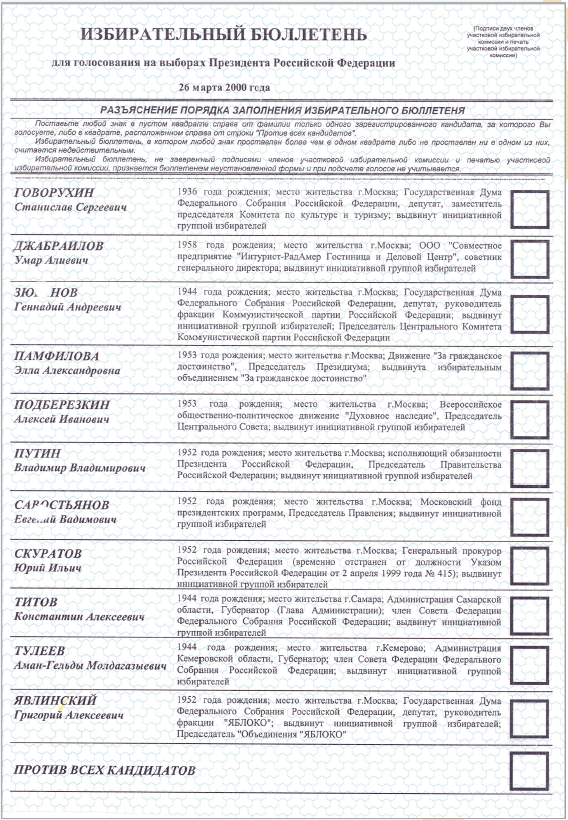
Stimmzettel

siehe Putin#Erste Amtszeit als Ministerpräsident (1999–2000)
Es gab dreiunddreißig Kandidaten; 15 davon reichten Anträge bei der Zentralen Wahlkommission der Russischen Föderation ein; zwölf davon wurden registriert. Einer der 12 trat kurz vor Fristende zurück; so nahmen 11 Kandidaten an der Wahl teil. 
Putins Wahlkampfteam teilte mit, Putin werde nicht an Fernsehdebatten teilnehmen und auch nicht die freie Zeit nutzen, die Radiostationen und Fernsehsender allen Kandidaten zur Verfügung stellten. Gleichwohl war Putin im Rahmen der allgemeinen Berichterstattung während der Zeit des Wahlkampfs häufig in Nachrichtensendungen zu sehen bzw. zu hören.

## Wahlergebnis
| Kandidaten                                                           | Parteien                                        | Stimmen     | %    |
| -------------------------------------------------------------------- | ----------------------------------------------- | ----------- | ---- |
| Wladimir Putin                                                       | Parteilos                                       | 39.740.434  | 52,9 |
| Gennadi Sjuganow                                                     | Kommunistische Partei der Russischen Föderation | 21.928.471  | 29,2 |
| Grigori Jawlinski                                                    | Jabloko                                         | 4.351.452   | 5,8  |
| Aman Tulejew                                                         | Parteilos                                       | 2.217.361   | 3,0  |
| Wladimir Schirinowski                                                | Liberal-Demokratische Partei Russlands          | 2.026.513   | 2,7  |
| Konstantin Titow                                                     | Parteilos                                       | 1.107.269   | 1,5  |
| Ella Pamfilowa                                                       | Za grazhdanskoye dostoinstvo                    | 758.966     | 1,0  |
| Stanislaw Goworuchin                                                 | Parteilos                                       | 328.723     | 0,4  |
| Juri Skuratow                                                        | Parteilos                                       | 319.263     | 0,4  |
| Alexej Podberezkin                                                   | Dukhovnoye naslediye                            | 98.175      | 0,1  |
| Umar Dschabrailow                                                    | Parteilos                                       | 78.498      | 0,1  |
| Gegen alle                                                           | Gegen alle                                      | 1.414.648   | 1,9  |
| Ungültige Stimmen                                                    | Ungültige Stimmen                               | 701.003     | 0,9  |
| Gesamt                                                               | Gesamt                                          | 75.070.776  | 100  |
|                                                                      |                                                 |             |      |
| Gültige Stimmzettel                                                  | Gültige Stimmzettel                             | 74.369.773  | –    |
| Wähler                                                               | Wähler                                          | 75.070.776  | 68,6 |
| Wahlberechtigte                                                      | Wahlberechtigte                                 | 109.372.046 |      |
|                                                                      |                                                 |             |      |
| Quelle: Tsentral'naya izbiratel'naya komissiya Rossiyskoy Federatsii |                                                 |             |      |